# Comuna de Załuski
Załuski (polaco: Gmina Załuski) é uma gminy (comuna) na Polónia, na voivodia de Mazóvia e no condado de Płoński. A sede do condado é a cidade de Załuski.
De acordo com os censos de 2004, a comuna tem 5437 habitantes, com uma densidade 48,7 hab/km².

## Área
Estende-se por uma área de 111,65 km², incluindo:
- área agrícola: 81%
- área florestal: 8%

## Demografia
Dados de 30 de Junho 2004:
|                      | Total   | Total | Mulheres | Mulheres | Homens  | Homens |
| -------------------- | ------- | ----- | -------- | -------- | ------- | ------ |
|                      | pessoas | %     | pessoas  | %        | pessoas | %      |
| População            | 5437    | 100   | 2773     | 51       | 2664    | 49     |
| Densidade (pop./km²) | 48,7    | 100   | 24,8     | 24,8     | 23,9    | 23,9   |

De acordo com dados de 2002, o rendimento médio per capita ascendia a 1441,91 zł.

## Subdivisões
- Falbogi Wielkie, Gostolin, Kamienica, Kamienica-Wygoda, Karolinowo, Koryciska, Kroczewo, Michałówek, Naborowiec, Naborowo, Naborowo-Parcele, Niepiekła, Nowe Olszyny, Nowe Wrońska, Przyborowice Dolne, Przyborowice Górne, Sadówiec, Słotwin, Smólska, Sobole, Stare Olszyny, Stare Wrońska, Stróżewo, Szczytniki, Szczytno, Wilamy, Wojny, Załuski, Zdunowo, Złotopolice.

## Comunas vizinhas
- Czerwińsk nad Wisłą, Joniec, Naruszewo, Płońsk, Zakroczym